# Domače ime
V biologiji je domače ime taksona ali organizma (znano tudi kot ljudsko ali pogovorno ime) ime v jeziku določenega naroda, ki je objavljeno v referenčni strokovni literaturi in je splošno sprejeto. Domača imena se za isti organizem razlikujejo od znanstvenih imen, ki so običajno v latinščini. Domače ime je lahko pogosto uporabljeno v določenih kontekstih ali območjih, vendar to ni vedno pravilo.
V kemiji IUPAC (Mednarodna zveza za čisto in uporabno kemijo) definira domače ime kot ime, ki jasno in nedvoumno identificira določeno kemikalijo, vendar ne sledi pravilom za sistematično poimenovanje, ki jih določa IUPAC. Na primer, aceton je domače ime, medtem ko je sistematsko ime te kemikalije 2-propanon. Ljudsko se nanaša na imena, ki se uporabljajo v vsakodnevni praksi, kot so v laboratorijih, trgovini ali industriji, vendar ta imena niso vedno natančna in lahko označujejo več različnih snovi.  Na primer, bakrov sulfat je ljudsko ime, ki lahko označuje dve različni kemikaliji:  bakrov(I) sulfat ali bakrov(II) sulfat.
Včasih strokovnjaki, ki se ukvarjajo z določenim področjem  ustvarijo domača imena, da bi olajšali njihovo uporabo med splošno javnostjo (vključno z ribiči, kmeti itd.), da enostavno govorijo o določenem organizmu, ne da bi morali poznati zapletena znanstvena imena, ki so lahko težko zapomljiva ali izgovorljiva. Ustvarjanje »uradnega« seznama domačih imen je lahko tudi poskus standardizacije njihove uporabe, saj se domača imena za isto vrsto lahko razlikujejo v različnih delih iste države ali med različnimi državami, četudi se v teh državah govori isti jezik.

## Domača imena in dvočlensko poimenovanje
Oblika znanstvenih imen za organizme, imenovana dvočlensko poimenovanje, je na videz podobna samostalniško-pridevniški obliki ljudskih ali domačih imen, ki so jih uporabljale nemoderne kulture. Kolektivno ime, kot je sova, je bilo natančneje določeno z dodatkom pridevnika, kot je pegasta. Linnaeus je leta 1745 objavil knjigo z naslovom Flora Svecica, kjer je dokumentiral floro svoje domovine Švedske. V njej je poleg znanstvenih imen zabeležil tudi domača imena za rastline, ki so se uporabljala v različnih regijah Švedske. Vsa švedska domača imena so bila dvočlenska in so vključevala samostalnik in pridevnik, na primer, npr. rastlina št. 84 Råg-losta in rastlina št. 85 Ren-losta; ljudski način poimenovanja z dvema deloma je obstajal že pred Linnaeusovim formalnim znanstvenim dvočlenskim poimenovanjem.
William T. Stearn, strokovnjak in avtoritetna osebnost na področju Linnaejevega dela, je dejal:
Z uvedbo svojega sistema binomske nomenklature je Linnaeus rastlinam in živalim v bistvu dal latinsko nomenklaturo, ki je po slogu podobna ljudski nomenklaturi, vendar je povezana z objavljenimi in s tem relativno stabilnimi ter preverljivimi znanstvenimi koncepti, zaradi česar je primerna za mednarodno uporabo.

## Geografski obseg uporabe
Domača imena za organizme se lahko uporabljajo na različnih geografskih območjih. Nekatera so omejena na zelo specifična področja, medtem ko so druga razširjena in se uporabljajo povsod, kjer se govori določen jezik. Obstajajo določena domača imena, ki so razširjena v več jezikih. Na primer, beseda volk je podobna v mnogih slovanskih jezikih. Vendar pa so mnoge besede, ki so uporabljene kot domača imena za organizme, specifične za eno državo. Pogovorna imena so lahko bolj omejena in se uporabljajo le v določenih regijah znotraj ene države..
V nekaterih jezikih obstaja več domačih imen, ki se nanašajo na isto vrsto živali. V slovenskem jeziku je na primer veliko izrazov, ki veljajo za zastarele, a so še vedno dobro znani. Na primer beseda za štorkljo ima sinonime štrk in štork.
| Znanstveno ime   | Slovensko domače ime | Prekmurski izrazi |
| ---------------- | -------------------- | ----------------- |
| Canis lupus      | Volk                 | Vuk ali vukáč     |
| Ovis aries       | Domača ovca          | Birka             |
| Ciconia ciconia  | Bela štorklja        | Štrk              |
| Chiroptera (red) | Netopirji            | Pirušlek          |
| Allium cepa      | Čebula               | Lük               |

## Omejitve in problemi
Domača imena za organizme uporabljajo tako strokovnjaki kot laiki. Laiki se včasih ne strinjajo z uporabo znanstvenih imen, vendar obstajajo utemeljeni razlogi za uporabo znanstvenih imen, kot je to v navedeno v opombah iz knjige o morskih ribah:
- Ker imajo domača imena pogosto zelo lokalno razširjenost, ima lahko ista riba na enem območju različna domača imena.
- Laiki pogosto ne poznajo bioloških dejstev, zato ista vrsta ribe lahko dobi več različnih domačih imen, ker se posamezni osebki vrste razlikujejo po videzu, odvisno od njihove zrelosti, spola ali prilagoditve okolju.
- V nasprotju z domačimi imeni imajo formalna taksonomska imena biološki pomen, saj nakazujejo sorodstvene povezave med vrstami.
- Zaradi naključnih dogodkov, stika z drugimi jeziki ali preproste zmede se domača imena na določenem območju včasih spreminjajo skozi čas.
- V knjigi, ki navaja več kot 1200 vrst rib,[11] jih več kot polovica nima splošno znanega domačega imena; bodisi so preveč neopazne bodisi redke, da si niso pridobile široko sprejetega domačega imena.
- Nasprotno pa se pogosto zgodi, da eno domače ime velja za več vrst rib. Laiki morda ne prepoznajo ali jih ne zanimajo majhne razlike med različnimi vrstami, ki so lahko le oddaljeno sorodne.
- Številne vrste, ki so redke ali nimajo gospodarskega pomena, nimajo domačega imena.[12]